# الکسیس ترویلت
الکسیس ترویلت (انگلیسی: Alexis Trouillet؛ زادهٔ ۲۳ دسامبر ۲۰۰۰) بازیکن فوتبال اهل فرانسه است.
از باشگاه‌هایی که در آن بازی کرده‌است می‌توان به باشگاه فوتبال نیس اشاره کرد.
وی همچنین در تیم ملی فوتبال زیر ۱۸ سال فرانسه بازی کرده‌است.